# Karel Plicka
Karel Plicka (Vienna, 14 ottobre 1894 – Praga, 6 maggio 1987) è stato un regista e sceneggiatore cecoslovacco.
Nel 1968 lo Stato gli conferì il titolo di Artista nazionale.

## Filmografia
- Za slovenským ľudom (1928)
- Per monti e per valli (Po horách, po dolách) (1929)
- Jaro na Podkarpatské Rusi (1929)
- Zem spieva (1933)
- Prezident republiky Dr. Beneš u nás (1935)
- Za Slovákmi od New Yorku po Mississippi (1936)
- Věčná píseň (1941)
- Praha barokní
- Chebsko (1943)
- Pán prezident na Slovensku (1945)
- Roľnícky deň vo Zvolene (1946)